# Salomona exinsula
Salomona exinsula är en insektsart som beskrevs av Willemse, C. 1966. Salomona exinsula ingår i släktet Salomona och familjen vårtbitare. Inga underarter finns listade i Catalogue of Life.